# Еврейская община Воронежа
Еврейская община Воронежа — местная религиозная организация Воронежская Еврейская религиозная община. Сокращенное наименование — МРО ВЕРО «ВЕРО».

## История
В 1796 году была установлена черта оседлости — граница территории, за пределами которой запрещалось постоянное жительство евреям (то есть иудеям), за исключением нескольких категорий, в которые в разное время входили, например, купцы первой гильдии, лица с высшим образованием, отслужившие рекруты, ремесленники, приписанные к ремесленным цехам, караимы. Воронежская губерния относилась к числу таких запретных мест.
Первые «лица иудейского вероисповедания» появились в Воронежской губернии во второй четверти XIX века. Ими стали солдаты, служившие в расквартированных здесь полках и батальоне внутренней стражи.
Членом хозяйственного правления Воронежской еврейской общины в первое десятилетие XX века был инженер-железнодорожник, выпускник Харьковского технологического института Е. М. Зигберман, отец писателя Виктора Ардова.

## Современная деятельность
- Возрождение духовного образования членов общины.
- Ежедневная общественная молитва.
- Реставрация здания синагоги с приспособлением под современные условия использования. Это большой проект для восстановления всей возможной инфраструктурой еврейской общинной жизни.
- Образование — 10 января 2013 года открыта разновозрастная группа детского сада, работает воскресная школа.
- Молодёжный еврейский клуб.
- Попечительская деятельность на еврейских кладбищах городов Воронеж и Борисоглебск.
- В 2014 г. после реконструкции возобновила религиозную деятельность закрытая в 1939 г. Воронежская синагога.